# Kristinehov (ishall)
Kristinehov är en ishall i Säters kommun, Dalarnas län med kapacitet för 1500 åskådare. Arenan har tidigare haft namnen Milko Arena och Arla Arena, men när sponsoravtalet med Arla gick ut återgick man till det ursprungliga namnet Kristinehov.